# シオラー30
シオラー30は、2002年にパイオニアが開発・販売したパチスロ機である。沖スロに該当する。

## 概要
『シオサイ30』のゲーム性を、そのまま新筐体でリメイクしつつも、演出、BGM、リール配列など一部変更されている。
前作においてハイビスカス点滅でボーナス確定だったものが、本作ではハイビスカス点滅に効果音やリールサンドの演出などが付け加えられ、中にはBIGボーナス確定の演出もあり、ハイビスカス点滅における高揚感を更に盛り上げることに一役買った。
更に左リールにチェリーが追加されたり、中リールのスイカ追加により、小役獲得やリプレイはずしがしやすくなり、初心者をフォローできるような作りとなった。
前作と同様、技術介入要素も高くたちまち全国で人気となったが、とりわけ九州では根強い支持を受けてみなし機撤去ギリギリまで高稼働を誇った。しかし九州地区のこれは基本的にノーマル機であり、全国的に大人気となったのはご多分に漏れず「裏物」であった。この機の裏物は多種多様にわたり、「リプレイ状態」「リプレイ連」「チェリー前兆」「32G、77G」等、中にはゴッドシオ（ビッグシオの裏物でミリオンゴッドのゲーム性に似ていることから付いた）の前身の物まで登場し、パイオニアの沖スロの過激さはもはやこの時がピークであった。5号機でリバイバルしたシオラーVII30は設置店の分布を見ると「九州専用機」の様相を呈している。
2007年7月1日をもって設置延長の期間が終了し撤去されることとなった。なお、後釜としては同社の5号機、もしくはイミソーレ30と入替された。

## ボーナス確率
| 設定 | BIG確率 | REG確率 | 出玉率 |
| ---- | ------- | ------- | ------ |
| 1    | 1/315   | 1/655   | 91.3%  |
| 2    | 1/292   | 1/655   | 94.3%  |
| 3    | 1/273   | 1/655   | 97.4%  |
| 4    | 1/256   | 1/655   | 100.4% |
| 5    | 1/240   | 1/655   | 104.0% |
| 6    | 1/239   | 1/468   | 108.1% |

※各数値はメーカー発表値。